# Syd Field
Syd Field (Hollywood, 19 december 1935 – Beverly Hills, Californië, 17 november 2013) was een invloedrijk Amerikaans scenarioschrijver die uitgroeide tot een van de populairste scriptgoeroes in de filmindustrie.
Field publiceerde verschillende boeken over het schrijven van een scenario, en organiseerde workshops en seminars over de hele wereld om schrijvers te helpen een verkoopbaar scenario te maken. Fields ideeën over wat een goed script is zijn nog steeds zeer invloedrijk bij producers in Hollywood, die in toenemende mate voorgestelde scenario's toetsen aan zijn ideeën. Fields belangrijkste bijdrage aan de scenariotheorie is zijn paradigma van de ideale "drie-actstructuur".

## Drie-actstructuur en plotpoints
Syd Field schetst een paradigma (een conceptueel schema) dat veel scenario's nu volgen. De bedoeling van Fields paradigma is om een structuur te leveren die het scenario bij elkaar houdt. Volgens Field volgt het ideale scenario een drie-actstructuur, wat betekent dat het kan worden onderverdeeld in drie delen: Setup, Confrontatie, en Oplossing:
Act I bestaat uit het eerste kwart van het scenario. (Bij een twee uur durende film zou Act I ongeveer 30 minuten duren.)
- Act I neemt een 30-tal pagina's van het script in beslag en is waar de setup van het verhaal gebeurt. Daarbij zijn volgens Field de eerste tien pagina's cruciaal: de lezer (regisseur, producer, literair agent) beslist dan of hij het interessant genoeg vindt om verder te lezen. In de setup of expositie worden de hoofdpersonages geïntroduceerd, en wordt het de lezer duidelijk wat het dramatisch doel van de protagonist is, waar het zich afspeelt (de setting) en welke obstakels en crises er dienen overwonnen te worden. Als er geen obstakels of antagonisten waren zou er immers geen spanning zijn. Obstakels hebben niet meteen met geweld te maken, maar kunnen ook intern zijn - onder de vorm van psychologische remmingen die het hoofdpersonage moet leren overwinnen.
- Tot de belangrijkste vroege scènes uit het verhaal behoren de openingsscène en startplotscène.
- Een heel belangrijk ingrediënt in een script is de "of-anders" factor: Wat als de actie van de held mislukt, wel dan wordt de aarde bevolkt met monsters (Alien), of de brand in Towering Inferno eist duizenden slachtoffers.
- Het eerste plotpoint bevindt zich aan het einde van de eerste act.

Act II bestaat uit de volgende twee kwarten van de film. (Bij een twee uur durende film zou Act II ongeveer 60 minuten duren.)
- De tweede act vormt het middengedeelte van het scenario en is daarvan ook het langste gedeelte. Het tweede plotpoint bevindt zich aan het einde van de tweede act. Soms wordt er ook met een middenpunt onderscheiden, een midpoint of keerpunt dat zich halverwege de tweede act bevindt. Het is een punt waar het verhaal volledig kan omslaan.

Act III bestaat uit het laatste kwart van de film. (Bij een twee uur durende film zou Act III overeenkomen met de laatste 30 minuten.)
- De derde act is de ontknoping: alle losse draden komen daar samen en worden opgelost. Dan wordt duidelijk of de protagonist zijn dramatisch doel al dan niet bereikt heeft. Alles wat in de eerste act 'geplant' werd, moet nu uitkomen. Sommige scenaristen maken al eens gebruik van de techniek van de deus ex machina, een oplossing die uit het niets komt. Dit wordt vanwege de ongeloofwaardigheid door de meeste scriptdocenten afgeraden.

Volgens Field markeren twee plotpoints of 'keerpunten' een gebeurtenis die de plot in een nieuwe richting stuurt, die leidt naar de volgende act van het scenario. Latere scenariodocenten bouwden verder op Fields theorie door te stellen dat Plotpoint 1, dat naar Act II leidt, het moment is waarop de held het probleem begint aan te pakken.

## Boeken
- Screenplay (1979)
- The Screenwriter's Workbook (1984)
- Selling a Screenplay: The Screenwriter's Guide to Hollywood (1989)
- Four Screenplays: Studies in the American Screenplay (1994)
- The Screenwriter's Problem Solver: How To Recognize, Identify, and Define Screenwriting Problems (1998)
- Going to the Movies: A Personal Journey Through Four Decades of Modern Film (2001)
- The Definitive Guide to Screenwriting (2003)